# Tabanus rufofrater
Tabanus rufofrater är en tvåvingeart som beskrevs av Walker 1850. Tabanus rufofrater ingår i släktet Tabanus och familjen bromsar. Inga underarter finns listade i Catalogue of Life.